# Лауерцьке озеро
Лауерцьке озеро (нім. Lauerzersee) — озеро в кантоні Швіц, Швейцарія. Площа поверхні озера — 3 км², максимальна глибина — 13 метрів. На озері знаходяться два невеликі острівці.